# 1125
1125（千百二十五、せんひゃくにじゅうご）は、自然数また整数において、1124の次で1126の前の数である。

## 性質
- 1125は合成数であり、約数は1, 3, 5, 9, 15, 25, 45, 75, 125, 225, 375, 1125である。
  - 約数の和は2028。
- 249番目のハーシャッド数である。1つ前は1122、次は1128。
  - 9を基とする67番目のハーシャッド数である。1つ前は1116、次は1134。
- 各位の平方和が31になる最小の数である。次は1152。(オンライン整数列大辞典の数列 A003132)
  - 各位の平方和が n になる最小の数である。1つ前の30は125、次の32は44。(オンライン整数列大辞典の数列 A055016)
- 各位の立方和が135になる最小の数である。次は1152。(オンライン整数列大辞典の数列 A055012)
  - 各位の立方和が n になる最小の数である。1つ前の134は125、次の136は244。(オンライン整数列大辞典の数列 A165370)

## その他 1125 に関連すること
- 西暦1125年
- 1125型大型対潜艦
- 1125i